# PGC 24050
LEDA/PGC 24050, auch UGC 4459, ist eine irreguläre Zwerggalaxie vom Hubble-Typ Im mit ausgedehnten Sternentstehungsgebieten im Sternbild Großer Bär am Nordsternhimmel. Sie ist schätzungsweise 11 Millionen Lichtjahre von der Milchstraße entfernt. UGC 4459 ist reich an jungen blauen Sternen und älteren roten Sternen und hat eine stellare Bevölkerung von mehreren Milliarden. 